# 1910 Mikhailov
1910 Mikhailov este un asteroid din centura principală, descoperit pe 8 octombrie 1972 de Liudmila Juravliova.